# 中华人民共和国史稿
《中华人民共和国史稿》是由当代中国研究所编写的中华人民共和国史稿，讲述了中华人民共和国自1949年10月1日举行开国大典到1984年10月20日中共十二届三中全会通过《关于经济体制改革的决定》的历史，由人民出版社和当代中国出版社于2012年9月出版发行。

## 内容简介
《中华人民共和国史稿》共5卷，第一卷（1949年到1956年）讲述从中华人民共和国建立稳固到建立社会主义制度的历史；第二卷（1956年到1966年）讲述社会主义建设时期的历史；第三卷（1966年到1976年）讲述文化大革命时期的历史；第四卷（1976年到1984年）讲述从文革时期结束到中共十二届三中全会通过《关于经济体制改革的决定》的历史；为了“使读者全面了解中华人民共和国的由来”，在第一卷之前设立序卷，概述中华人民共和国建立以前的中国历史。

## 出版历程
《中华人民共和国史稿》自1992年起编写，大体上经历了三个阶段：第一阶段是从1992年到2007年，在该书编辑委员会的主持下，当代中国研究所的研究人员基于讨论，拟定编写大纲，分工撰写初稿，后又经过多次讨论和修改，同时征求部分所外学者意见，最终形成初稿定稿本。第二阶段是从2007年到2009年，该书编委会邀请中共中央政研室、中共中央文献研究室、中共中央党史研究室、中共中央党校、中国社会科学院、中国军事科学院等单位的30多位领导和专家，审阅初稿定稿本，并提出了修改意见。经过各卷编写人员基于审阅意见反复修改，最终形成正式送审稿。第三阶段，从2009年到2012年，中共中央办公厅和中共中央宣传部组织和协调了中央和国家机关30个部委，两次审读送审稿，并提出了修改意见和补充建议。2012年，中共中央又组织了18个部委，第三次审读送审稿，并提出了审读意见。该书编委会和当代中国研究所基于审读意见，对各卷以分头修改的形式进行了全面审改。2012年9月，经中共中央宣传部批准，该书由人民出版社和当代中国出版社出版发行。
2015年，在该书基础上重新编成的中华人民共和国史普及读物《〈中华人民共和国史稿〉简明读本》由学习出版社出版发行。2016年，《简明读本》英文版由外文出版社出版发行。

## 出版信息
| 版本                     | ISBN                   | 出版时间  |
| ------------------------ | ---------------------- | --------- |
| 平装版                   | ISBN 978-7-5154-0172-0 | 2012年9月 |
| 精装版                   | ISBN 978-7-5154-0171-3 | 2012年9月 |
| 来源：当代中国出版社官网 |                        |           |

## 奖项
2016年，《中华人民共和国史稿》获得第九届中国社会科学院优秀科研成果奖一等奖。

## 评价
- 据魏猛称，邓力群说：“总算对小平同志，陈云同志有个交代。他们两个人很重视国史编纂，搞了好几稿，可是现在有特色的地方，都磨平了。我原想在第四卷中，把陈云同志的历史作用如实表现出来，也都磨掉了。”[9]
- 欧阳淞：“《国史稿》是一部思想性、政治性、学术性、可读性都很强的成功之作，不仅具有重要的史学价值，而且具有重要的资政育人价值。”[10]